# Gustave Juvet
Gustave Juvet (La Côte-aux-Fées, Cantão de Neuchâtel, 25 de setembro de 1896 – Valais, 2 de abril de 1936) foi um matemático suíço.

## Biografia
Juvet obteve sua licenciatura em matemática na Universidade de Neuchâtel em 1917 e depois o mesmo grau na Sorbonne em 1919. Lecionou astronomia e geodésia de 1920 a 1928 na Universidade de Neuchâtel. Em 1928 tornou-se professor da Universidade de Lausanne, onde permaneceu até sua morte súbita por ataque cardíaco em 1936. Em 1926 obteve um doutorado na Faculté des sciences de Paris.
Foi palestrante convidado do Congresso Internacional de Matemáticos em Bolonha (1928) e Zurique (1932). Foi por dois anos, 1932 e 1933, presidente da Sociedade Matemática da Suíça.

## Publicações selecionadas

### Artigos
- «Sur le déplacement parallèle le plus général et sur l'étude des courbes tracées dans une multiplicité quelconque» (PDF). Bulletin de la Société Mathématique de France. 53: 60–74. 1925
- «Sur une équation aux dérivées fonctionnelles partielles et sur une généralisation du théorème de Jacobi» (PDF). Thèses françaises de l'entre-deux-guerres. 69. 1926; iii+54 pages
- with  Ferdinand Gonseth: «Sur la relativité à cinq dimensions et sur une interprétation de l'équation de Schrödinger» (PDF). Helvetica Physica Acta. 1(fasc. 6): 421–436. 1928
- «Opérateurs de Dirac et équations de Maxwell». Commentarii Mathematici Helvetici. 2 (1): 225–235. 1930. doi:10.1007/BF01214461
- «Sur quelques solutions des équations cosmologiques de la relativité». Commentarii Mathematici Helvetici. 3 (1): 154–172. 1931. doi:10.1007/BF01601809
- «Les rotations de l'espace euclidien à quatre dimensions, leur expression au moyen des nombres de Clifford et leurs relations avec la théorie des spineurs». Commentarii mathematici Helvetici. 8 (1): 264–304. 1935. doi:10.1007/BF01199558

### Livros
- Introduction au calculus tensoriel et au calculus différentiel absolu. Paris: A. Blanchard. 1922[3]
- Mécanique analytique et théorie des quanta. Paris: A. Blanchard. 1926[4]
- Structure des nouvelles théories physiques. Paris: Félix Alcan. 1933
- Leçons d'analyse vectorielle, I. Paris: Gauthier-Villars. 1933[5]
- Leçons d'analyse vectorielle, II. Paris: Gauthier-Villars. 1935[6]
- Mécanique analytique et mécanique ondulatoire. Paris: Gauthier-Villars. 1937